# Mario Ortiz
Mario Sergio Ortiz Vallejos (Santiago del Cile, 28 gennaio 1936 – 2 maggio 2006) è stato un calciatore cileno, di ruolo centrocampista.

## Carriera

### Nazionale
Con la Nazionale cilena ha preso parte ai Mondiali 1962.